# Saint-Colomban (Québec)
Pour les articles homonymes, voir Saint-Colomban.
Saint-Colomban est une ville canadienne du Québec située dans la MRC de La Rivière-du-Nord, dans la région des Laurentides.

## Toponymie
(juin 2024).
La Commission de toponymie du Québec écrit à son propos : « Lieu de villégiature situé à quelque 20 km au sud-ouest de Saint-Jérôme, la ville de Saint-Colomban est bordée par la rivière du Nord, au sud, de même que par Mirabel. Le territoire est foulé, en 1819, par Hilaire Joubert, qui obtient la première concession de lot de cette future paroisse laurentidienne. Il sera bientôt suivi de plusieurs Irlandais et Écossais transitant par Saint-Benoît (maintenant un village de Mirabel) et Saint-Eustache, lesquels formeront une véritable petite colonie, comptant 250 habitants en 1825. Son peuplement presque exclusivement anglo-celte dominera jusqu'en 1920. Les registres de la desserte de Saint-Colomban sont ouverts en 1835 et celle-ci est érigée l'année suivante à partir d'un territoire détaché de Saint-Jérôme. Elle ne sera érigée canoniquement comme paroisse qu'en 1952. Au milieu du XIXe siècle, la population irlandaise catholique avait été recrutée par le coadjuteur du diocèse de Kingston, monseigneur Patrick Phelan (Ballyraget, Irlande, 1795 - Kingston, Haut-Canada, 1857); il est considéré comme le fondateur de la paroisse. Découragés par la rude vie de colon, plusieurs paroissiens quittent Saint-Colomban. »
Elle poursuit : « Entre 1920 et 1940, nombre d'immigrants slaves (Russes, Polonais, Ukrainiens) et des Franco-Québécois viennent grossir les rangs de la population colombanoise. Le nom retenu tant pour la paroisse que pour la municipalité érigée en 1845 – amputée d'une partie de son territoire en 1857 avec la création de Saint-Canut – et pour le bureau de poste (St. Columbin, 1851) rappelle la mémoire du moine Colomban (Leinster, Irlande, vers 543 – Bobbio, Italie, 615). Ce dernier évangélise l'Écosse, l'Angleterre du Nord au VIe siècle, en plus de couvrir la Gaule et l'Italie, de monastères. Son origine géographique témoigne de celle des pionniers. On relève, au cours de l'histoire, différentes orthographes qui affectent le nom municipal, parmi lesquelles les formes anglaises St. Columban (plan de 1831) et St. Columbine, cette dernière figurant sur une carte de 1872. La municipalité de la paroisse de Saint-Colomban prend le statut de municipalité en janvier 2009, puis celui de ville, en novembre 2010. »

## Géographie
Saint-Colomban est édifiée dans les montagnes des Laurentides. La rivière du Nord, qui coule vers le sud-ouest, délimite le sud de la municipalité. La rivière Bellefeuille traverse la pointe est de la municipalité vers le sud. En 2016, 1 % du territoire de Saint-Colomban était agricole. 

## Histoire
La municipalité changea son statut de municipalité de paroisse pour celui de municipalité le 17 janvier 2009. Le 13 novembre 2010, celle-ci changea encore son statut pour celui de ville.

## Démographie
| 1981  | 1986  | 1996  | 2001  | 2006   | 2011   | 2016   | 2021   |
| ----- | ----- | ----- | ----- | ------ | ------ | ------ | ------ |
| 2 279 | 2 684 | 5 569 | 7 520 | 10 136 | 13 080 | 16 019 | 17 740 |

## Administration

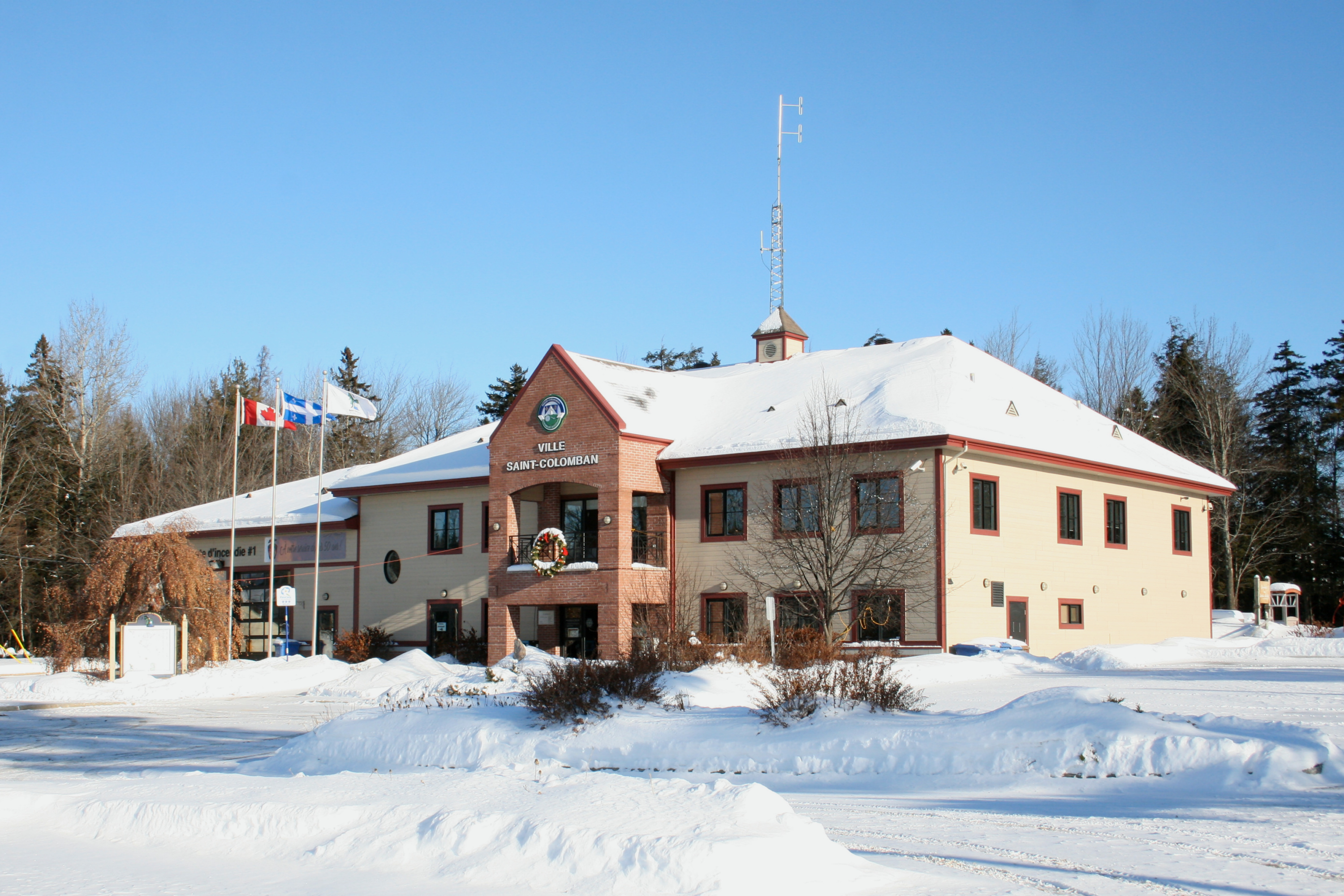
Hôtel de ville

Les élections municipales se font en bloc et suivant un découpage de huit districts.
| Saint-Colomban Maires depuis 2001                                                                                    |                        |         |          |
| Élection | Maire                  | Qualité | Résultat |
| 2001 | Rolland Charbonneau    |         | Voir     |
| 2005 | Rolland Charbonneau    | Voir    |          |
| 2009 | Jacques Labrosse       |         | Voir     |
| 2013 | Jean Dumais            |         | Voir     |
| 2017 | Xavier-Antoine Lalande |         | Voir     |
| 2021 | Xavier-Antoine Lalande | Voir    |          |
| Élection partielle en italique Depuis 2005, les élections sont simultanées dans toutes les municipalités québécoises |                        |         |          |

Le recensement de 2011 y dénombre 13 080 habitants, soit 29 % de plus qu'en 2006.

## Éducation
La Commission scolaire de la Rivière-du-Nord administre les écoles francophones.
- École à l'Orée-des-Bois
- École de la Volière
- École des Hautbois
- École du Triolet
- l'École secondaire Émilien-Frenette et l'École polyvalente Saint-Jérôme, à Saint-Jérôme

La Commission scolaire Sir Wilfrid Laurier administre les écoles anglophones:
- École primaire Laurentian à Lachute[11]
- École secondaire Laurentian Regional (en) à Lachute[12]

## Personnalités liées
- Emmett Matthew Hall, juriste et père de l'assurance maladie au Canada